# کاخ خدایار خان
کاخ خدایار خان (انگلیسی: Palace of Khudáyár Khán) که به نام مروارید خوقند نیز شناخته می‌شود، کاخی متعلق به خدایار خان آخرین فرمانروا از سلسله خانات خوقند است که در دره فرغانه در ازبکستان قرار دارد. این کاخ، پر بازدیدترین جاذبه گردشگری دره فرغانه به‌شمار می‌رود.